# 甲酸丁酯
甲酸丁酯，结构式HC(O)On-C4H9。

## 性质
无色有水果香味的液体。微溶于水，溶于丙酮，与乙醇和乙醚等有机溶剂混溶。对醋酸纤维素、硝酸纤维素和纤维素醚有很好的溶解力。有麻醉作用和较强的刺激性，特别是对眼部的刺激作用。

## 制备
由甲酸与丁醇在硫酸催化下进行酯化，再经脱水、精制而得。
{\displaystyle \ HCOOH+C_{4}H_{9}OH\ {\xrightarrow {H_{2}SO_{4}}}\ HCOOC_{4}H_{9}+H_{2}O}

## 用途
用作胶片、人造革和油漆生产中的溶剂，以及香料和有机合成中间体。